# Alice's Wonderland
Alice's Wonderland é um curta-metragem de animação produzido nos Estados Unidos, dirigido por Walt Disney e lançado em 1923.